# Liste der portugiesischen Botschafter in der Tschechoslowakei

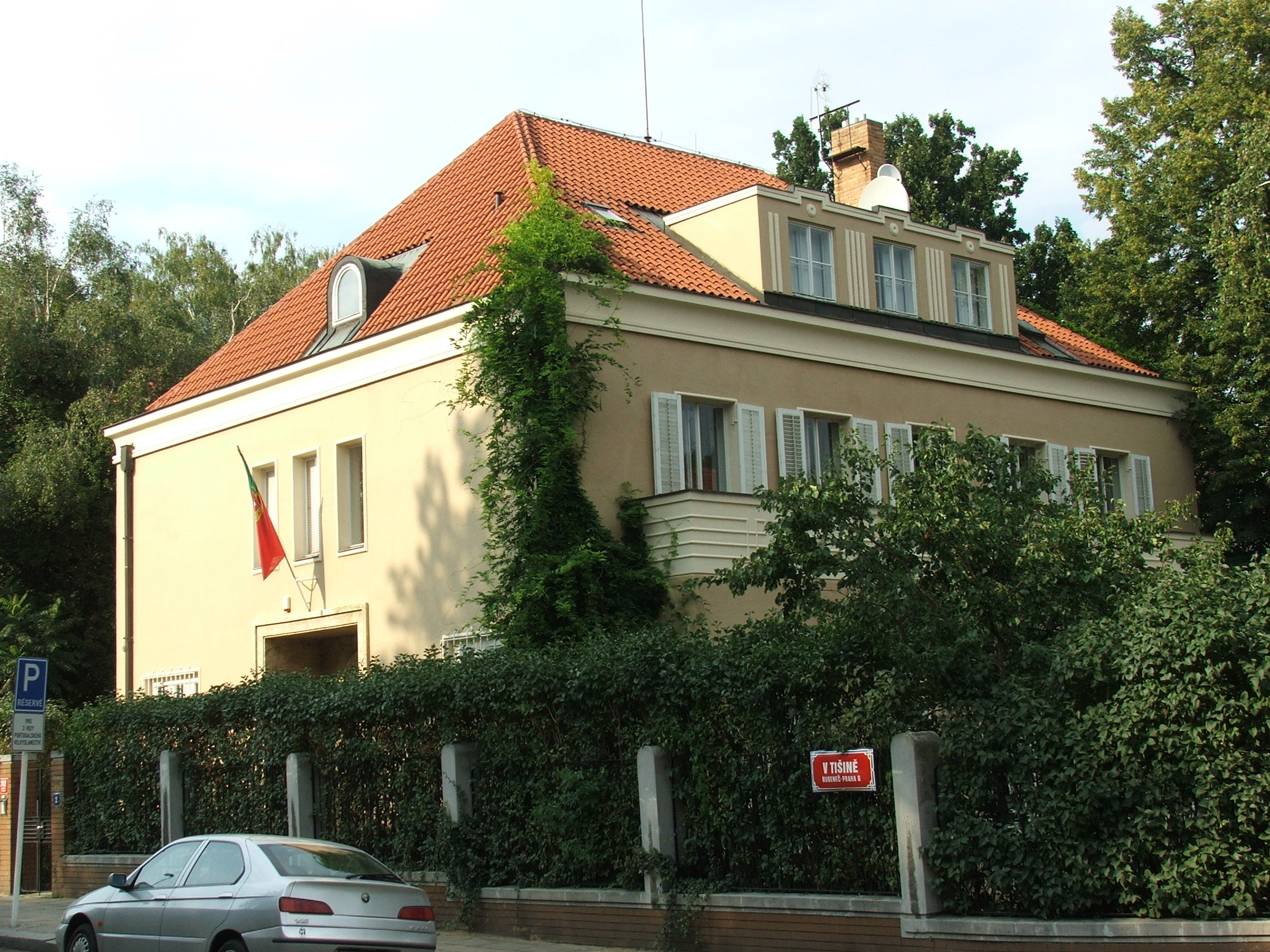
Die Portugiesische Botschaft in Prag

Die Liste der portugiesischen Botschafter in der Tschechoslowakei listet die Botschafter der Republik Portugal in der Tschechoslowakei auf. Die beiden Staaten unterhielten zwischen 1921 und 1993 diplomatische Beziehungen. Die Beziehungen wurden 1993, mit der Neugründung der heutigen Tschechischen Republik, von den portugiesisch-tschechischen Beziehungen abgelöst.
Die bis ins 15. Jahrhundert zurückreichenden Beziehungen beider Länder wurden nach der Gründung der Tschechoslowakei 1918 mit der Aufnahme direkter diplomatischer Beziehungen 1921 neu begründet. Nach Abbruch der diplomatischen Beziehungen 1937, der deutschen Besetzung der Tschechoslowakei 1938 und dem 1939 folgenden Weltkrieg bis 1945 trat die nunmehr sozialistische Tschechoslowakei dem Ostblock bei. Die antikommunistische Diktatur in Portugal blieb auf Distanz zur Tschechoslowakei, bis zum Ende des portugiesischen Estado Novo-Regimes durch die linksgerichtete Nelkenrevolution 1974. Danach erneuerten beide Länder ihre diplomatischen Beziehungen, und Portugal richtete erstmals eine eigene Botschaft in Prag ein.

## Missionschefs
| Name                                                | Bild       | Amtszeit                             | Anmerkungen                                                                               |
| Tschechien                                          | Tschechien | Tschechien                           | Tschechien                                                                                |
| --------------------------------------------------- | ---------- | ------------------------------------ | ----------------------------------------------------------------------------------------- |
| Francisco Pessanha Quevedo Crespo                   |            | 6. November 1974 – 18. November 1974 | Geschäftsträger, 1974 als erster Vertreter Portugals in der Tschechoslowakei akkreditiert |
| António Telo Moreira de Almeida de Magalhães Colaço |            | 18. November 1974 –27. Oktober 1977  | Botschafter, am 18. November 1974 akkreditiert                                            |
| António Eduardo de Carvalho Ressano Garcia          |            | 30. Dezember 1977 –6. September 1979 | Übergangs-Geschäftsträger, am 31. Januar 1978 akkreditiert                                |
| João Uva de Matos Proença                           |            | 27. September 1979 –16. Juli 1981    | Botschafter                                                                               |
| José Manuel Duarte de Jesus                         |            | 16. Juli 1981 –10. November 1981     | Übergangs-Geschäftsträger                                                                 |
| António Baptista Martins                            |            | 11. November 1981 –8. Mai 1982       | Botschafter, am 12. November 1981 akkreditiert                                            |
| Fernando Matos da Costa Figueirinhas                |            | 14. Juli 1983 –24. März 1984         | Geschäftsträger                                                                           |
| Mário Júlio de Melo Freitas                         |            | 24. März 1984 –7. April 1987         | Botschafter, am 12. April 1984 akkreditiert                                               |
| Carlos Manuel Durrant Pais                          |            | 10. April 1987 –April 1989           | Geschäftsträger                                                                           |
| Luís Vasconcelos Pimentel Quartim Bastos            |            | 1989–November 1993                   | Botschafter, am 12. Juni 1989 akkreditiert                                                |
| Fernão Manuel Homem Gouveia Favila Vieira           |            | 1993                                 | Botschafter, am 9. November 1993 akkreditiert                                             |